# Vanamõisa (Märjamaa)
Vanamõisa – wieś w Estonii, prowincji Rapla, w gminie Märjamaa.